# Psitticher und Sterner
Psitticher und Sterner waren zwei rivalisierende Adelsgesellschaften der Stadt Basel im 13. und 14. Jahrhundert. Ihre Namen leiteten sich von ihren Wappen ab: Die Psitticher (Psitacci) trugen einen grünen Papagei (Psittich) auf weissem Grund, die Sterner (Stelliferi) einen weissen Stern auf rotem Grund. Sie entstanden im Verlauf des 13. Jahrhunderts durch den Gegensatz zwischen städtischem und ländlichem Adel. Der Konflikt zwischen beiden Gruppen vertiefte sich durch die Auseinandersetzungen zwischen Staufern und Kurie im 13. Jahrhundert noch weiter und gipfelte in einer Fehde zwischen dem Basler Bischof Heinrich von Neuenburg und Graf Rudolf von Habsburg in den 1270er Jahren, infolge derer die auf Seiten des Grafen stehenden Sterner aus der Stadt verbannt wurden. Nach dem Aufstieg der Habsburger zur Königsdynastie veränderte sich die politische Ausrichtung der beiden Parteien. Im Laufe des 14. Jahrhunderts verschwanden sie wieder aus der Basler Politik.

## Entstehung und Mitglieder

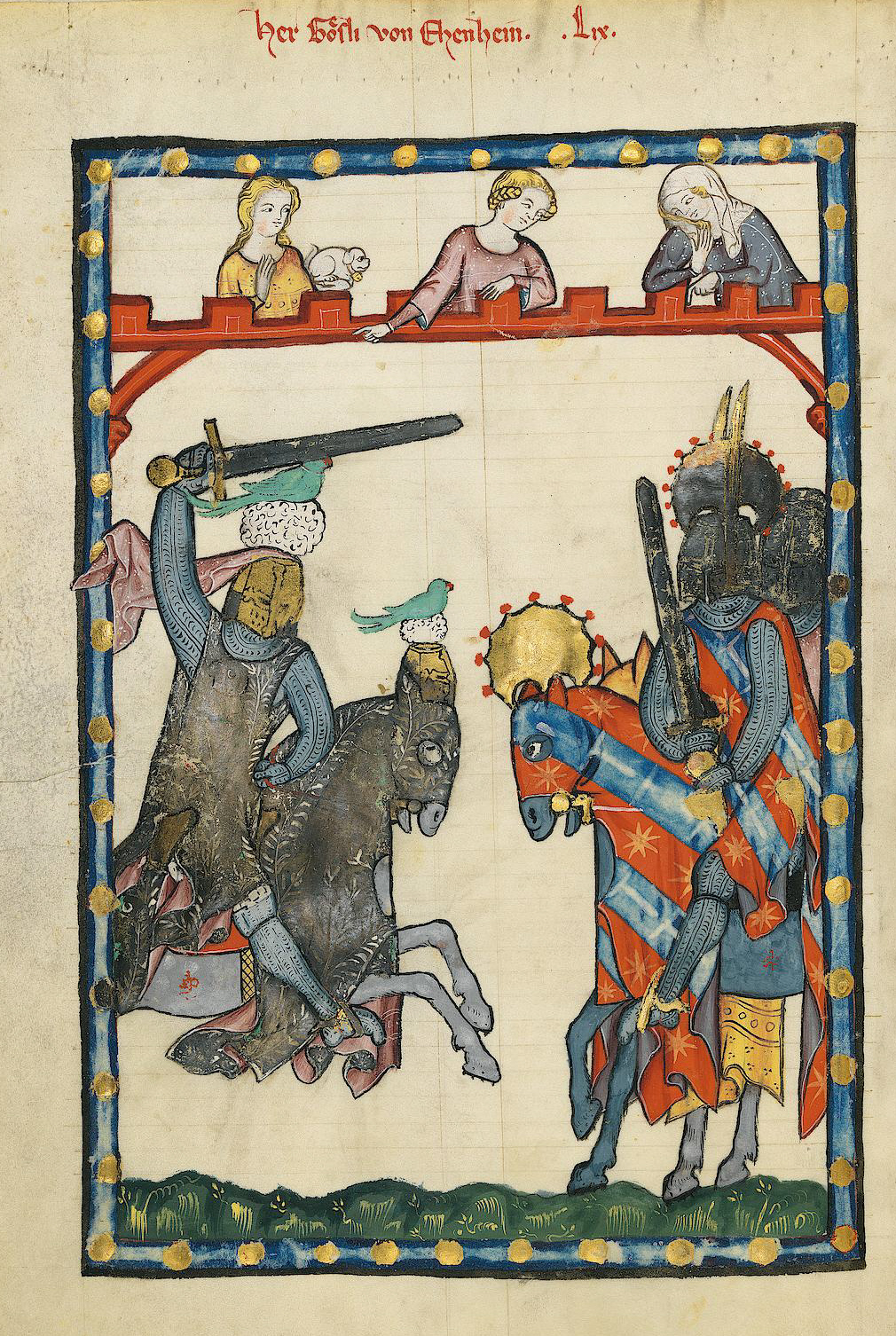
Miniatur aus dem Codex Manesse mit turnierenden Rittern, die die Wappen der Psitticher und Sterner tragen

Durch den Aufstieg des Bistums Basel zum wichtigen Fürstbistum Basel im 11. und 12. Jahrhundert entwickelte sich aus den ursprünglich unfreien Dienstmännern und Ministerialen des Bischofs eine städtische Ritterschaft. Die Angehörigen dieser Schicht bekleideten in der Regel wichtige Hof- und Verwaltungsämter wie Schenk, Truchsess oder Schultheiss, und vermehrt erhielten sie auch bischöfliche Lehen wie zum Beispiel Burgen in der Umgebung Basels. Der städtische Dienstadel des Bischofs drängte somit vermehrt auf das Land. Gleichzeitig kamen auch immer mehr Adelige aus der Umgebung Basels in die Stadt und suchten dort Anstellung am Basler Hof. Diese beiden gegensätzlichen Strömungen führten dazu, dass der städtische und ländliche Adel wechselseitig in die Interessenssphäre des jeweils anderen eintrat, was in Streitigkeiten und Konflikten um die Vorherrschaft am Basler Hof mündete. Etwa um das Jahr 1265 herum bildeten sich deswegen die beiden Parteien der Psitticher und Sterner. Bei den Psittichern sammelte sich der städtische Dienstadel, bei den Sternern der ländliche Adel. Gemäss dem Chronisten Matthias von Neuenburg gehörten dabei unter anderem die Herren von Eptingen, Vitztum, Uffheim, Kraft, Reich, Pfaff, Ramstein, Neuenstein, Matzerell und Frick zu den Sternern. Zu den Psittichern zählten die Schaler, Münch (manchmal auch Mönch), Zu Rhein, Marschalk und Kammerer. Als führende Familien werden die Schaler und Münch für die Psitticher und die von Eptingen für die Sterner genannt.
Neben der Basler Ritterschaft schlossen sich auch die hochadeligen Familien aus der Umgebung den beiden Adelsgesellschaften an oder standen ihnen zumindest nahe. Matthias von Neuenburg sieht die Grafen von Neuenburg, die Markgrafen von Hachberg und die Edelfreien von Rötteln auf Seiten der Psitticher, die Habsburger, Heinrich von Badenweiler (aus der Familie der Grafen von Freiburg) und die Grafen von Pfirt zählt er zu den Sternern. Die Zuordnung der Grafen von Pfirt wird jedoch von der modernen Forschung angezweifelt, da diese eher als Gegner der Habsburger auftraten und auch ihre Nähe zum Bischof eher nahelegt, dass sie den Psittichern angehörten.
Neben der Konfliktlinie zwischen städtischem und Landadel könnten auch alte Differenzen zwischen eher staufisch und eher hochkirchlich-päpstlich gesinnten Geschlechtern bestanden haben. So hatten die den Sternern nahestehenden Habsburger zu den Anhängern der Staufer gehört. Der Stern als Bannerzeichen könnte als Symbol des Widerstandes gegen eine bestehende Ordnung gedacht worden sein. Dagegen war Papagei/Psittich ein Symbol für die Heilige Jungfrau, die Schutzpatronin des Basler Münsters und wies somit auf die Treue zum Bischof. Der Papagei galt damals außerdem als edles Tier und fand als Turnierpreis und fürstliches Geschenk Verwendung.
Sterner und Psitticher standen sich wahrscheinlich des Öfteren in Turnieren und Fehden gegenüber; auch die Gründung der Gesellschaften beruht laut Matthias von Neuenburg auf Streitigkeiten bei einem Turnier: 

„[A]ls einmal die Ritter von Basel zum Turnier und anderer Kurzweil auszogen und man fragte: „wer sind diese?“ hieß es: „die Schaler und die Mönch“, welche die vornehmeren unter ihnen waren. Dadurch wurden die übrigen beleidigt und ließen sich nach gepflogener Berathung eine Fahne mit einem großen weißen Stern im rothen Felde machen, welche sie bei Turnieren und auch sonst führten.“

Die Psitticher hatten im Haus „zur Mücke“ ihre Trinkstube, in der Versammlungen abgehalten und Feste gefeiert wurden, wo es aber auch zu Turnieren und Raufereien kam. Eine gesonderte Trinkstube der Sterner ist bisher nicht bekannt, gilt aber als wahrscheinlich, wobei als möglicher Ort das Haus „zum Seufzen“ genannt wird.
Daneben wetteiferten die beiden Parteien auch miteinander um den Einfluss in der Stadt. Dabei scheinen die Psitticher die Oberhand behalten zu haben: Bis zur Mitte des 13. Jahrhunderts waren Vogt- und Schultheissenamt vor allem in ihren Händen, und in den sieben Jahren vor 1274 kam auch der Bürgermeister ständig aus ihren Reihen.
Zu einem Höhepunkt der Auseinandersetzung kam es in den 1270er Jahren im Zuge einer Fehde zwischen dem Basler Bischof Heinrich von Neuenburg und Graf Rudolf von Habsburg.

## Die Fehde zwischen Rudolf von Habsburg und dem Basler Bischof

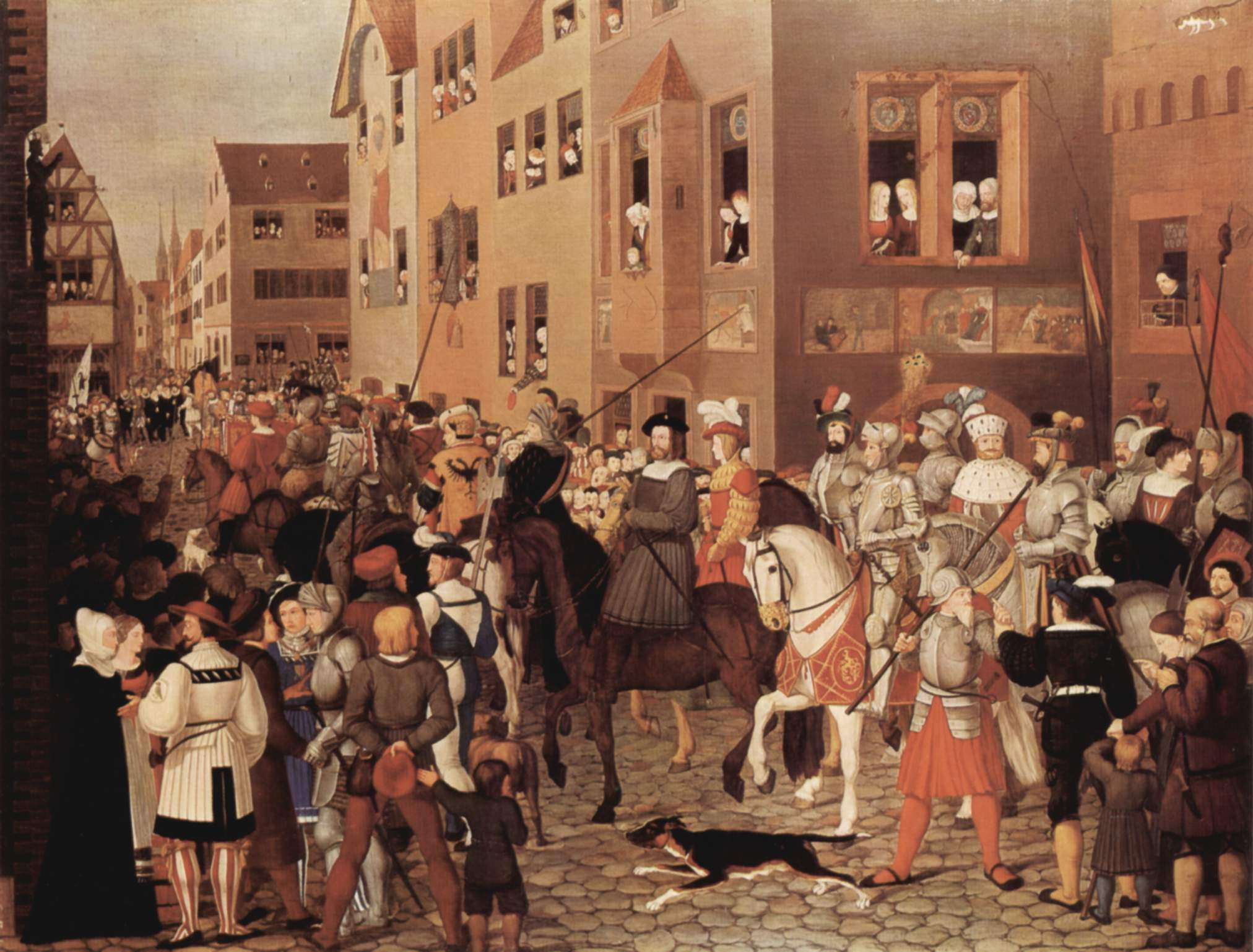
Einzug Rudolf von Habsburgs in Basel nach seiner Wahl zum König (Historiengemälde von Franz Pforr, 1809–1810). Mit Rudolf durften auch die seit 1271 vertriebenen Sterner wieder in die Stadt zurückkehren.

Der Basler Bischof Berthold von Pfirt hatte in den 1250er Jahren die Kontrolle über Breisach und Rheinfelden erhalten. Breisach hatte 1250 seine Oberherrschaft anerkannt, das den Staufern gehörende Rheinfelden war ihm 1252 von Papst Innozenz IV. zugesprochen worden. Etwa zur gleichen Zeit hatte aber wohl König Konrad IV. Breisach und andere Gebiete an Rudolf von Habsburg verpfändet und ihm möglicherweise auch Rheinfelden versprochen. Nach dem Tode Konrads im Jahr 1254 scheinen sich Rudolf und Berthold vorerst verständigt zu haben und legten ihren Streit um die beiden Städte bei.
In den 1260er Jahren brachen die Streitigkeiten zwischen Rudolf und dem Basler Stift, nun unter Heinrich von Neuenburg, von Neuem aus, und ab 1268 befanden sich Rudolf und Heinrich in offener Fehde.
An den Auseinandersetzungen nahmen auch die beiden Basler Adelsfraktionen teil. Die Psitticher hielten dabei zum Basler Bischof, die Sterner zu Rudolf von Habsburg. Die Psitticher gewannen in Basel die Oberhand und vertrieben die Sterner 1271 aus der Stadt.
Im Laufe der Fehde kam es zu Raub- und Eroberungszügen. Rudolf von Habsburg eroberte 1272 die Burg Tiefenstein und schleifte sie, Rudolf und der Bischof zerstörten mehrere Dörfer und Klöster des jeweiligen Gegners, und am Silverstertag eroberte Rudolf auch die Burg Wehr, die Heinrich von Neuenburg erst im selben Jahr wieder hatte aufbauen lassen. Als Rudolf im folgenden Jahr in der Gegend von Basel war, griff ihn der Basler Bürgermeister aus der Psitticherfamilie Marschalk mit wenigen Mitstreitern an und wurde dabei getötet.
Im Juli 1273 zog Rudolf mit seiner Streitmacht, zu der auch die Sterner gehörten, vor die Stadt Basel und begann sie zu umschließen. Dieser Zustand hielt rund zwei Monate an, bis Rudolf im September durch Friedrich von Nürnberg erfuhr, dass er zum König gewählt worden war. Rudolf und Heinrich schlossen einen Waffenstillstand, durch den die Sterner wieder in die Stadt gelassen wurden.

## Aussöhnung
Nach der Wahl zum König belohnte Rudolf seine Anhänger aus der Sternerpartei. Den mit den Eptingern verwandten Gottfried von Pratteln machte er zum Statthalter der Basler Reichsvogtei, Matthias von Eptingen wurde Basler Bürgermeister. Daneben gelang es Rudolf aber auch, die ihm feindlich gesinnten Psitticher mit ihm zu versöhnen, indem er entferntere Verwandte mit Angehörigen der Schaler und Münch verheiratete. Mit Rudolf zu Rhein ist außerdem zumindest ein Mitglied einer Psitticher-Familie in Rudolfs Heer bei der Schlacht auf dem Marchfeld belegt. Auch mit den Herren von Rötteln scheint sich Rudolf verständigt zu haben. 1285 räumte er den Bürgern Kleinbasels erweiterte Privilegien ein, nahm davon jedoch jene aus, die Untertanen der Habsburger oder Röttler waren. Anfang des 14. Jahrhunderts machte Rudolfs Sohn Albrecht Otto von Rötteln außerdem zum Burggrafen von Rheinfelden und zum Reichsvogt über Basel.
Das Ergebnis dieser Politik war, dass die Spaltung in Psitticher und Sterner zwar bestehen blieb, dass nun aber die Anführer beider Gesellschaften Anhänger der Habsburger waren. Die Konflikte verloren dadurch ihren politischen Charakter; auf privater Ebene dauerten sie allerdings an, sodass Rudolf 1286 einen Stadtfrieden in Basel verkündete und Zuwiderhandlungen unter Strafe stellte. Im selben Jahr wurde mit Peter I. Reich auch ein Mitglied einer Sternerfamilie Bischof von Basel. Er trug weiter zur Aussöhnung bei, indem er bestimmte, dass sich Sterner und Psitticher im Amt des Bürgermeisters und des Oberzunftmeisters abwechseln sollten und dass auch der Rat der Stadt immer hälftig besetzt sein sollte.
Auch kam es zu mehreren Eheschlüssen zwischen den beiden Parteien, sodass der Gegensatz endgültig verschwand und zu Beginn des 14. Jahrhunderts nicht mehr bestand. Der turnusmäßige Wechsel zwischen den beiden Parteien wurde aber noch praktiziert und überlebte damit die beiden zugrundeliegenden Adelsgesellschaften. Möglich ist auch, dass andere Streitigkeiten in späteren Jahren noch einen Ursprung in alten Gegensätzen hatten.
In politischer Hinsicht spielte der alte Gegensatz jedoch keine Rolle mehr. Hier kam es zwar bald wieder zu neuen Konflikten, die in den Basler Bischofstreit 1309–1311 mündeten; Psitticher und Sterner standen sich hierbei jedoch nicht mehr gegenüber, sondern zumeist gemeinsam auf der Seite der habsburgischen Parteigänger.

## Psitticher und Sterner in der zeitgenössischen Dichtung
Der Gegensatz zwischen den beiden Parteien hatte auch kulturelle Auswirkungen. So tritt der Minnesänger Konrad von Würzburg mehrfach im Zusammenhang mit den Psittichern in Verbindung auf. Konrad besaß in Basel ein Haus, das innerhalb des bischöflichen Bezirks und in Nachbarschaft zu Domherren und bischöflichen Beamten stand, wobei noch unklar ist, ob auch Konrad eine Anstellung am bischöflichen Hof hatte.
1266, anlässlich einer von den Schaler und Münch, also den Anführern der Psitticher, organisierten Festversammlung, trug er wahrscheinlich seine Reimpaarerzählung „Der Welt Lohn“ als Kreuzzugswerbung vor. Angehörige von Psitticherfamilien waren außerdem Auftraggeber für zwei weitere Dichtungen Konrads: Für Peter Schaler dichtete er „Partonopier und Meliur“, und für den Domherren Lüthold von Rötteln verfasste er „Silvester“. Insbesondere der „Silvester“ wird heute vor dem Hintergrund der Auseinandersetzungen in und um Basel interpretiert: Möglicherweise sollte die Lebensgeschichte Papst Silvesters eine ideale Kooperation zwischen weltlicher und geistlicher Macht zeigen und sie den Konflikten zwischen dem Bischof und Rudolf von Habsburg gegenüberstellen.
In „Die goldene Schmiede“ erwähnt Konrad außerdem einen grünen Sittich auf weißem Grund als Mariensymbol. Die gleiche Symbolik wird auch in Konrads nicht vollendetem Roman „Der Trojanerkrieg“ verwendet, wo in den Versen 33505–33507 dargestellt wird, wie sich Perseus wie „ein wilder siticus“ in die Schlacht stürzt. Auch dies wird teilweise als Anspielung auf die Basler Psitticher gesehen, und auch die Darstellung der Belagerung Trojas könnte von der Belagerung Basels durch Rudolf von Habsburg inspiriert gewesen sein.
Eine Darstellung der Psitticher und Sterner findet sich außerdem im Codex Manesse in der Miniatur zu Goesli von Ehenheim. Gezeigt wird eine Turnierszene, in der sich Goesli und zwei andere Ritter gegenüberstehen. Goesli trägt dabei einen grünen Papagei in einem weißen „Nest“ als Helmzier, während die Umhänge seiner Gegner weißliche Sterne auf rotem Grund zeigen, es werden also die Wappen der Psitticher und Sterner dargestellt. Überraschend daran ist, dass die Herren von Ehenheim bei Oberehenheim (heute Obernai) im Unterelsass beheimatet waren und dass ihr Wappen etwas von dem in der Miniatur dargestellten abweicht. Denkbar wäre also, dass nicht Goesli, sondern der Maler der Miniatur in einer Beziehung zu Basel stand.

## Psitticher und Sterner als Thema in der Kunst späterer Jahrhunderte
Franz Pforr, ein Maler der Romantik, schuf 1810 das Gemälde „Einzug König Rudolfs von Habsburg in Basel“. Diese Begebenheit spielte sich 1273 ab, nachdem sich am 11. September 1273 vier der sechs Kurfürsten auf Rudolf als Kandidaten für die Königswahl verständigt hatten.
Der Burggraf von Nürnberg, Friedrich III. aus dem Haus Hohenzollern, überbrachte Ende September die Nachricht dem im Kriegslager vor Basel befindlichen Rudolf und dessen Gegnern in der Stadt Basel. Mit Rudolf zogen auch seine aus Basel vertriebenen Parteigänger, die Sterner, wieder in Basel ein.
Karl August Varnhagen von Ense publizierte 1831 die Novelle „Die Sterner Und Die Psitticher.“
Johann Joseph Abert komponierte eine Oper in 4 Akten Anna von Landskron, die 1858 im Stuttgarter Hoftheater uraufgeführt wurde. Das Libretto schrieb Christian Gottfried Nehrlich. Wie bei Varnhagen verlieben sich die Kinder der Führer der beiden Parteien. Mit der Wahl des Grafen Rudolf von Habsburg zum deutschen König wird ihnen die Heirat ermöglicht und der Konflikt der Parteien beigelegt.
Der 2005 erschienene historische Roman Die Todgeweihte von Titus Müller greift den Konflikt der beiden Adelsparteien ebenfalls auf.